# Bartosz Biedrzycki
Bartosz Biedrzycki (ur. 16 kwietnia 2003 w Makowie Mazowieckim) – polski piłkarz grający na pozycji pomocnika w polskim klubie Cracovia.

## Kariera
Jest wychowankiem Iskry Krasne, wraz z sezonem 2013/2014 przeniósł się do akademii MKS-u Przasnysz, gdzie grał do 2019 roku. W 2019 dołączył do akademii Polonii Warszawa. W drużynie seniorskiej tego klubu zadebiutował 20 sierpnia 2022 roku podczas zremisowanego 0:0 meczu z Wisłą Puławy, co stanowiło również jego drugoligowy debiut. Pierwszą bramkę dla zespołu zdobył w 14. kolejce rozgrywek I ligi w sezonie następnym, 4 listopada 2023 roku, podczas meczu z Termaliką Bruk-Bet Nieciecza. Podczas tego sezonu zdobył łącznie trzy gole w 33 spotkaniach; w pierwszym składzie wyszedł w dwudziestu sześciu meczach. W marcu 2024 przedłużył kontrakt z Polonią do końca sezonu 2024/2025. W czerwcu owego roku istniały spekulacje dotyczące jego transferu do Jagiellonii Białystok.
29 czerwca 2024 ogłoszony został jego transfer do Cracovii, z którą związał się umową obowiązującą do końca sezonu 2026/2027. Zawodnik zadebiutował w Ekstraklasie 10 sierpnia 2024, w wygranym 0:2 meczu 4. kolejki Ekstraklasy z Koroną Kielce. W sezonie 2024/2025 zagrał łącznie w 22 spotkaniach ligowych, w tym w sześciu w pierwszym składzie.